# L'Autre Amour
L'Autre Amour est un roman de Michel Butel publié le 22 septembre 1977 au Mercure de France et ayant reçu la même année le prix Médicis.

## Éditions
- L'Autre Amour, Mercure de France, 1977  (ISBN 2715211244).